# Cunelières
Cunelières è un comune francese di 290 abitanti situato nel dipartimento del Territorio di Belfort nella regione della Borgogna-Franca Contea.

## Storia

### Simboli
Il colore rosso è ripreso dal blasone dei Reinach. Cunelières passò sotto la signoria di Montreux appartenente a questa famiglia. Le figure nello stemma hanno tutte assonanza con il nome Cunelières: il corniolo in francese si chiama cornouiller; la santoreggia (in latino cŭnīla) ricorda l'antico toponimo Cunilariae, mentre cuniculus è la parola latina per "coniglio".

## Società

### Evoluzione demografica
Abitanti censiti